# Привалівка (Калінінградська область)
Привалівка (рос. Приваловка) — селище Славського району, Калінінградської області Росії. Входить до складу Ясновського сільського поселення.
Населення — 8 осіб (2015 рік).

## Населення
| 2002 | 2010 |
| ---- | ---- |
| 27   | ↘8   |